# 金子明雄 (テレビプロデューサー)
金子 明雄（かねこ あきお、1935年3月 - ）は、日本のテレビプロデューサー。元テレビ東京ミュージック社長。東京都中野区出身。学習院大学政経学部卒業。

## 略歴
大学在学中の1958年に第4期東映ニューフェイスに合格、俳優活動を始める。当時は会社側から「佐久間良子のボディーガードをやれ」と言われ、佐久間と同じ現場となることが多かった。
翌1959年に大学を卒業するが、たまたま日本テレビのドラマに出演する機会があり、そこでテレビの現場に触れたことで「これからはテレビの時代が来る」と考え、1960年に東映を退社し東京放送（TBS）でアルバイトのアシスタントディレクター（AD）として働き始めた。当初はTBSで正社員になることを目指したものの登用試験に不合格となり、ちょうど新たにテレビ局（東京12チャンネル）の開設準備を進めていた日本科学技術振興財団が社員募集をしていたことから、その試験を受け合格し1964年1月に財団に入社した。
東京12チャンネル→テレビ東京では主に制作畑を歩む。中でも『年忘れにっぽんの歌』『演歌の花道』などの音楽番組でプロデューサーを務め、音楽業界では「ネコ」の通称で知られるようになった。担当番組に演歌・浪曲・民謡などを扱う番組が多かったため、本人も「演歌の男」を自称していた。1982年12月には同局の編成部長に就任し、『キャプテン翼』のアニメ化や新春ワイド時代劇などの企画を推進。1989年正月の12時間ドラマ『大忠臣蔵』が最後のプロデュース作品となった。
1991年にテレビ東京ミュージックに出向（常務取締役）、翌1992年に同社社長に就任。1995年にテレビ東京を定年退職するが、1998年までテレビ東京ミュージックの社長を務めた。同社退社後は株式会社アルガマーを設立し社長に就任。

## 主な担当番組
- 動物の国
- 奥さん!2時です
- 演歌の花道
- にっぽんの歌
- 日本民謡決定版
- 日本縦断・民謡大全集

## 著書
- 東京12チャンネルの挑戦（三一書房、1998年）ISBN 978-4380982781
- とまり木（蒼人社、2003年）※自費出版[5]